# Yo soy Betty, la fea
Yo soy Betty, la fea (deutsch: „Ich bin Betty, die Hässliche“) ist eine kolumbianische Telenovela, die von Fernando Gaitán geschaffen wurde. Die Erstausstrahlung von Yo soy Betty, la fea erfolgte zwischen dem 25. Oktober 1999 und dem 8. Mai 2001 auf dem kolumbianischen Fernsehsender RCN Televisión. Die Handlung von Yo soy Betty, la fea wurde in den beiden Serien Ecomoda (2001–2002) und Betty La Fea, die Geschichte geht weiter (2024) fortgesetzt.
Die Telenovela Yo soy Betty, la fea erfreute sich nicht nur in Kolumbien großer Beliebtheit, sondern wurde auch in etlichen Ländern weltweit mit großem Erfolg ausgestrahlt. Das Konzept der Telenovela fand auch bei zahlreichen TV-Verantwortlichen aus allen Teilen der Welt großen Anklang und wurde in diversen Ländern für das lokale Publikum adaptiert.

## Handlung
Beatriz „Betty“ Aurora Pinzón Solano ist eine junge, intelligente, hoch qualifizierte, aber etwas schüchterne Frau, die mit ihren Eltern in Bogotá lebt. Betty wird ständig auf ihr Aussehen reduziert und erfährt oft Ablehnung, weil sie nicht den gängigen Schönheitsidealen entspricht. Da sie aufgrund ihres Aussehens keine Anstellung findet, bewirbt sie sich bei dem bekannten Modeunternehmen Ecomoda um die Stelle als Sekretärin, die weit unter ihren Qualifikationen liegt. Ihr direkter Vorgesetzter ist der frisch ernannte neue Geschäftsführer von Ecomoda, Armando Mendoza, der mit Marcela Valencia verlobt ist, die ihrerseits eine leitende Position im Unternehmen innehat. Ecomoda zählt zu den renommiertesten Modeunternehmen des Landes und wurde von Roberto Mendoza und seiner Frau Margarita Sáenz, den Eltern von Armando und Julio Valencia, dem Vater von Marcela, Daniel und María Beatriz, gegründet. Nach dem Tod von Julio und seiner Frau Susana bei einem Flugzeugabsturz wurden ihre Kinder von Roberto und Margarita aufgezogen.
Roberto zieht sich nach 35 Jahren an der Spitze von Ecomoda zurück und überlässt seinen Platz Armando, nachdem dieser sich bei der Wahl des Verwaltungsrats knapp gegen Daniel Valencia durchgesetzt hat, mit dem ihn eine erbitterte Rivalität verbindet. Der Verwaltungsrat entschied sich für Armando, nachdem dieser Marcela einen Heiratsantrag machte, mit welchem er sich ihre Stimme sichern konnte. Allerdings knüpft der Verwaltungsrat seine Entscheidung an eine Bedingung: Wenn Armando die ehrgeizigen Ziele, welche er vor der Wahl zugesagt hat, nicht innerhalb eines Jahres erreicht, muss er den Posten des Geschäftsführers an Daniel abtreten.
Armando stellt Betty zusammen mit Patricia Fernández ein, einer engen Freundin von Marcela, die sich bereit erklärt, als seine Sekretärin zu arbeiten, um die wachsenden finanziellen Probleme des Unternehmens zu lösen, während Marcela darauf bedacht ist, Patricia als Armandos Sekretärin einzusetzen, damit sie ihn im Auge behalten kann. In kürzester Zeit gelingt es Betty, Armandos rechte Hand zu werden, und dank ihrer Fähigkeiten und Effizienz als Wirtschaftswissenschaftlerin wird sie zu seiner Assistentin befördert. Betty gewinnt zudem Armandos persönliches Vertrauen und hilft ihm, seine Seitensprünge zu verbergen, was Betty wiederum den Groll von Marcela einbringt. Betty verliebt sich heimlich in Armando und gesteht ihren Bürokolleginnen sowie neuen Freundinnen, einer Gruppe, die als „El cuartel de las feas“ bekannt ist, dass sie in einen wohlhabenden und gut aussehenden Geschäftsmann verliebt ist. Sie sagt ihnen jedoch nicht, dass es sich um Armando handelt, sondern erzählt ihnen stattdessen, es sei Nicolás Mora, der in Wirklichkeit Bettys bester und einziger Freund ist, den sie seit ihrer Kindheit kennt und der ebenfalls Wirtschaftswissenschaftler ist, gerade auf Arbeitssuche ist und ebenso wenig wie Betty den gängigen Schönheitsidealen entspricht. Betty muss sich zudem mit den permanenten Kränkungen und Verhöhnungen durch Hugo Lombardi, den Designer von Ecomoda, auseinandersetzen, für den nur das Aussehen zählt.
Armandos Versuche, seine Ziele zu erreichen (basierend auf den rein mathematischen und ökonomischen Empfehlungen von Betty, die ihrerseits jedoch keinerlei Ahnung von der Modewelt hat), führen zu schweren Verlusten für Ecomoda und bringen das Unternehmen an den Rand des Konkurses. Um das Unternehmen zu retten, beschließt Armando, ein zweites Unternehmen zu gründen, das ein Pfandrecht an Ecomoda hält, um so zu verhindern, dass das Unternehmen von Gläubigern und Banken gepfändet werden kann. Das zweite Unternehmen wird unter dem Namen „Inversiones Terramoda“ und mit Armandos eigenem Kapital gegründet. Er überträgt Terramoda auf Betty, so dass sie rechtlich alleinige Eigentümerin ist und die tatsächlichen Gläubiger von Ecomoda keinen Verdacht schöpfen. Diese grenzlegale Strategie wird absolut geheim gehalten; nur Betty, Armando und Mario Calderón, der stellvertretende kaufmännische Leiter von Ecomoda und Armandos engster Freund, wissen Bescheid. Armando befiehlt Betty, die Finanzberichte, die den Aktionären vorgelegt werden, zu „frisieren“, um zu verhindern, dass der Verwaltungsrat von Ecomoda die tatsächliche Lage des Unternehmens erfährt und ihm die Geschäftsführung entzogen und an Daniel übertragen wird.
Betty setzt Nicolás als Generaldirektor von Terramoda ein und instruiert ihn über die wahre wirtschaftliche Situation von Ecomoda. Kurz darauf erfahren Armando und Mario durch getuschel einiger Angestellter von Ecomoda, dass Nicolás der Freund von Betty ist. Das führt sie zu der Annahme, dass Betty und Nicolás beschließen könnten, beide Unternehmen an sich zu reißen. Um Bettys Loyalität zu gewinnen, schmieden Armando und Mario einen perfiden Plan: Armando soll Betty umgarnen, um sie bei sich zu behalten und Ecomoda nicht einer möglichen feindlichen Übernahme auszusetzen. Armando willigt widerwillig ein, obwohl er Betty unattraktiv, uninteressant und langweilig findet. Betty wiederum glaubt, dass Armando wirklich etwas für sie empfindet und lässt sich auf eine heimliche Affäre mit ihm ein. Betty macht sich die Tatsache zunutze, dass niemand Armando verdächtigen würde, eine Affäre mit einer Frau wie ihr zu haben, denn er ist ein Frauenheld, oberflächlich und betrügt Marcela ständig mit den hübschesten Frauen. Trotzdem bleibt Armando der ständigen Wachsamkeit von Marcela ausgesetzt, die ihrerseits ahnt, dass er eine Geliebte hat, aber spürt, dass die Beziehung dieses Mal über den einfachen sexuellen Aspekt hinausgeht, im Gegensatz zu seinen üblichen Affären, so dass sie sich große Sorgen macht und ihre zukünftige Ehe gefährdet sieht.
Mit der Zeit verliebt sich Betty mehr und mehr in Armando. Armando wiederum beginnt, sein oberflächliches Denken abzulegen und begreift, was für ein wunderbarer Mensch Betty eigentlich ist. Er verliebt sich aufrichtig in sie, hält seine Gefühle aber gegenüber Mario geheim, der Armando ständig damit neckt, dass er das „Monster“ küssen muss. Obwohl Armando wirklich in Betty verliebt ist, beschließt er, ihr nichts von ihrem grausamen Plan zu erzählen, da er glaubt, dass Betty ihm niemals verzeihen würde, wenn sie davon wüsste.
Betty entdeckt ein Schreiben von Mario an Armando, in dem er ihm weitere „Anweisungen“ gibt, wie er die vorgetäuschte Romanze fortsetzen soll. Betty ist am Boden zerstört über die Art und Weise, wie Armando ihre Gefühle ausgenutzt hat, und ist schwer niedergeschlagen. Anstatt ihn zur Rede zu stellen, beschließt sie am nächsten Tag, sich zu rächen, indem sie beginnt, das Geld von Terramoda leichtfertig auszugeben und die angebliche Beziehung zu Nicolás echter aussehen zu lassen. Sie will die beiden glauben machen, dass sie und Nicolás tatsächlich vorhaben, sich das Geld der beiden Unternehmen anzueignen. Armando versucht vergeblich, Betty zurückzugewinnen, nicht ahnend, dass sie seine ursprünglichen Motive für ihre Beziehung bereits kennt, und obwohl seine Hochzeit mit Marcela kurz bevorsteht.
Bei der nächsten Vorstandssitzung offenbart Betty die wahre Situation des Unternehmens und Armando sowie Mario sind gezwungen, von ihren Posten zurückzutreten. Gleichzeitig enthüllt auch Daniel, was er über die Situation des Unternehmens wusste und ist entschlossen, Armando zu verdrängen. Indes offenbart Betty Armando, dass sie die Wahrheit über die vorgetäuschte Affäre kennt und erzählt Marcela die ganze Wahrheit, die daraufhin beschließt, ihre Hochzeit mit Armando abzublasen. Armando versucht, Betty zu erklären, dass seine Gefühle für sie echt sind, kann sie aber nicht überzeugen. Betty tritt zurück und hinterlässt mehrere Dokumente in der Hoffnung, dass der Verwaltungsrat durch diese die Kontrolle über Ecomoda und Terramoda erlangen kann.
Unmittelbar nach ihrer Kündigung beginnt Betty als Assistentin für Catalina Ángel zu arbeiten, die von Ecomoda in der Vergangenheit häufig für PR-Arbeiten engagiert wurde. Betty reist mit Catalina, die für einen Teil der Organisation des nationalen Schönheitswettbewerbs verantwortlich ist, nach Cartagena. Dort erzählt Betty Catalina die ganze Wahrheit über alles, was bei Ecomoda passiert ist, und Catalina beginnt, Betty zu beraten, um ihr zu helfen, ihr Erscheinungsbild zu optimieren. Betty lernt Michel Doinel kennen, einen französischen Geschäftsmann, der in Cartagena lebt und mit Catalina befreundet ist, und es entwickelt sich eine gewisse Anziehung zwischen den beiden.
In Bogotá erkennt der Vorstand von Ecomoda, dass er zur Rettung von Ecomoda die von Armando eingeleitete Strategie (die Beschlagnahme der Vermögenswerte von Ecomoda durch Terramoda) für einige Monate beibehalten muss, während Ecomoda seine Schulden begleicht, da diese nicht mit dem Vermögen der Gesellschafter beglichen werden können. Und dafür benötigen sie die Hilfe von Betty.
Nach dem Schönheitswettbewerb kehrt Betty nach Bogotá zurück, wo sie von den Gesellschaftern von Ecomoda zu einem Treffen geladen wird. Auf Anraten ihrer Anwälte beschließen sie, dass die einzige Möglichkeit, Ecomoda zu retten, darin besteht, dass Betty das Embargo von Terramoda gegen Ecomoda aufrechterhält und dass Betty vorübergehend zur Geschäftsführerin von Ecomoda ernannt wird, damit sie mit den Banken und anderen Gläubigern des Unternehmens verhandeln kann, da diese nur ihr diese Aufgabe zutrauen. Betty übernimmt die Leitung und ernennt Nicolás zum stellvertretenden Finanzdirektor.
Als Geschäftsführerin von Ecomoda schlägt Betty eine Geschäftsstrategie vor, die darin besteht, die Kunden des Unternehmens in Mode- und Farbfragen zu beraten, so wie Betty von Catalina bei ihrer ästhetischen Transformation beraten wurde. Armando und Mario schlagen auch eine Franchising-Strategie für Lateinamerika vor und setzen sie um. Beide Strategien sind erfolgreich, und Ecomoda beginnt sich zu erholen, auch wenn Hugo Lombardi dadurch das Unternehmen verlässt.
Trotz ihrer jüngsten Erfolge gerät Betty immer wieder in Konflikt mit Marcela und Daniels Interessen und muss Armandos Versuche erdulden, sie zurückzugewinnen, dem sie nicht mehr traut. Während beide Strategien erfolgreich laufen, lernt Armando in der venezolanischen Hauptstadt Caracas eine attraktive Geschäftsfrau namens Alejandra Zing kennen, die von Bettys Strategie beeindruckt ist und in das Franchise-Geschäft von Ecomoda in Caracas investieren möchte. Im Gegenzug beurkundet Alejandra ihr Interesse an Armando, doch trotz der guten Chemie zwischen den beiden weist er sie zurück, ohne ihr zu sagen, wen er wirklich liebt. Armando trennt sich daraufhin endgültig von Marcela, aber ein Besuch von Michael bei Betty verstärkt Armandos Eifersucht und Unsicherheit. Nach der Sichtung von Bettys Tagebuch erkennt Armando, dass er ihr mehr Schaden zugefügt hat, als er dachte, und versucht, sie davon zu überzeugen, in Bogota zu bleiben, vor allem auf Drängen ihrer Freundinnen. Betty, die von der ganzen Situation genug hat und weiß, dass Armando ihr Tagebuch gelesen hat, erklärt ihren Rücktritt mit der Absicht, eine von Michel in Cartagena angebotene neue Stelle als Geschäftsführerin einer Restaurantkette anzunehmen. Als Armando davon erfährt, erklärt er, dass er Betty in Ruhe lassen wird, um zu verhindern, dass sie die Geschäftsführung abgibt und Ecomoda auf sich allein gestellt lässt, obwohl das Unternehmen kurz vor dem wirtschaftlichen Aufschwung steht. Doch das hält Betty nicht von ihrem Entschluss ab, das Unternehmen zu verlassen. In der Zwischenzeit bereitet sich Daniel darauf vor, die Geschäftsführung zu übernehmen und Ecomoda vollständig zu liquidieren, da er glaubt, dass das Unternehmen nicht mehr reparabel sei.
Angesichts der drohenden Gefahr durch Daniel, mit der Ecomoda konfrontiert ist, beschließt Marcela, Betty endlich zu sagen, dass Armando sie wirklich liebt, und bittet Betty, Armando noch eine Chance zu geben. Marcela erklärt, dass sie Armando so sehr liebt, dass sie möchte, dass er glücklich wird, auch wenn es mit Betty ist. Marcela kündigt daraufhin bei Ecomoda und Patricia geht mit ihr.
Nach ihrem Gespräch mit Marcela versöhnt sich Betty mit Armando, und die beiden geben ihre Absicht auf, Ecomoda zu verlassen und das Unternehmen in die Hände von Daniel zu legen. Unter Bettys Leitung erholt sich Ecomoda innerhalb weniger Monate vollständig und Betty wird in ihrem Amt als Geschäftsführerin von Ecomoda bestätigt. Kurze Zeit später heiraten Betty sowie Armando und bekommen eine Tochter namens Camila.

## Besetzung
- Ana María Orozco als Beatriz „Betty“ Aurora Pinzón Solano
- Jorge Enrique Abello als Armando Mendoza Sáenz
- Natalia Ramírez als Marcela Valencia
- Lorna Cepeda als Patricia Fernández
- Luis Mesa als Daniel Valencia
- Julián Arango als Hugo Lombardi
- Ricardo Vélez als Mario Calderón
- Mario Duarte als Nicolás Mora Cifuentes
- Kepa Amuchastegui als Roberto Mendoza
- Talú Quintero als Margarita Sáenz de Mendoza
- Adriana Franco als Julia Solano Galindo de Pinzón
- Jorge Herrera als Hermes Pinzón Galarza
- Pilar Uribe als María Beatriz Valencia
- Julio César Herrera als Freddy Stewart Contreras
- Dora Cadavid als Inés „Inesita“ Ramírez de Muriel
- Estefanía Gómez als Aura María Fuentes Rico
- Paula Peña als Sofía López de Rodríguez
- Luces Velásquez als Bertha Muñoz de González
- Marcela Posada als Sandra Patiño
- María Eugenía Arboleda als Mariana Valdés
- Marta Isabel Bolaños als Jenny García
- David Ramírez als Wilson Sastoque Mejía
- Raúl Santa als Efraín „El Cheque“ Rodríguez Merchán
- Patrick Delmas als Michel Doinel
- Diego Cadavid als Román

## Fortsetzungen und Spin-off

### Ecomoda
Nach dem enormen Erfolg von Yo soy Betty, la fea wurde eine erste Fortsetzung der Telenovela unter dem Titel Ecomoda produziert. Die Erstausstrahlung der Serie erfolgte vom 2. Dezember 2001 bis zum 2. Juni 2002 auf dem US-Sender Univision. In Kolumbien fand die Premiere der Serie am 21. Mai 2002 statt.

### Betty Toons
Betty Toons ist eine Zeichentrickserie, in der die Geschichten und Erlebnisse von Betty als Kind und ihren Freunden in einer alternativen Welt erzählt werden. Die Zeichentrickserie wurde zwischen 2002 und 2003 auf RCN Televisión ausgestrahlt.

### Betty La Fea, die Geschichte geht weiter
Im Juli 2023 wurde bekannt, dass Prime Video an einer zweiten Serienfortsetzung der Telenovela Yo soy Betty, la fea mit dem Titel Betty La Fea, die Geschichte geht weiter arbeitet. Die Premiere der Serie auf Prime Video ist für den 19. Juli 2024 geplant.

## Internationale Adaptionen
Die Telenovela Yo soy Betty, la fea und ihr Konzept dienten als Vorlage für zahlreiche Adaptionen in einer Vielzahl von Ländern und Sprachen. Dadurch ist Yo soy Betty, la fea die meist adaptierte Telenovela aller Zeiten. 
Hier eine Auswahl an lokalen Adaptionen, die auf der Telenovela Yo soy Betty, la fea basieren:
- Mexiko: El amor no es como lo pintan (2000–2001); La fea más bella (2006–2007)
- Israel: אסתי המכוערת (2003–2006)
- Indien: Jassi Jaissi Koi Nahin (2003–2006)
- Türkei: Sensiz Olmuyor (2005)
- Deutschland: Verliebt in Berlin (2005–2007)
- Russland: Не родись красивой (2005–2006)
- Niederlande: Lotte (2006–2007)
- Spanien: Yo soy Bea (2006–2009)
- Vereinigte Staaten: Ugly Betty (2006–2010); Betty in New York (2019)
- Griechenland: Μαρία, Η Άσχημη – Maria (2007–2008)
- Kroatien: Ne daj se, Nina (2007–2008)
- Vietnam: Cô gái xấu xí (2008–2009)
- Philippinen: I ♥ Betty La Fea (2008–2009)
- Volksrepublik China: 丑女无敌 (2008–2010)
- Polen: BrzydUla (2008–2009); BrzydUla 2 (2020–2022)
- Georgien: გოგონა გარეუბნიდან (2010–2012)
- Thailand: ยัยเป็ดขี้เหร่ (2015)
- Ukraine: Моя улюблена Страшко (2021)